# 100 Women (BBC)
100 Women (en español, 100 Mujeres) es una serie multiformato de la BBC creada en 2013. La serie examina el papel de las mujeres en el siglo XXI y ha incluido eventos en Londres y en México. Una vez que se conoce el nombre de las premiadas, arranca una serie denominada “BBC's women season” (temporada de mujeres de la BBC), de tres semanas de duración, e incluye emisiones, reportajes, debates y artículos relacionados con el tema de mujeres. Se anima a mujeres de todo el mundo a participar a través de la red social Twitter/X comentando la lista de premiadas, así como las entrevistas y debates que se difunden una vez se ha publicado de la lista.

## Historia
Tras la violación en grupo de Delhi en 2012, la entonces supervisora de idiomas de la BBC Liliane Landor, la editora de la BBC Fiona Crack y otras periodistas decidieron crear una serie centrada en los problemas y logros de las mujeres en la sociedad actual. Consideraban que muchos de los problemas a los que se enfrentaban las mujeres no recibían una cobertura en profundidad y, en marzo de 2013, la BBC recibió una “avalancha de comentarios de oyentes femeninas” en el sentido de que la corporación debía ofrecer más “contenidos de y sobre mujeres”.
La BBC lanzó esta serie en 2013 para abordar la infrarepresentación de las mujeres en los medios de comunicación. Las mujeres que participaron en el primer programa fueron seleccionadas mediante una encuesta realizada a 26 servicios de traducción diferentes. La programación se desarrolló a lo largo de un mes, y culminó con una conferencia celebrada el 25 de octubre, en la que 100 mujeres de todo el mundo debatieron sobre temas que compartían. Entre los temas tratados estuvieron los retos laborales, el feminismo, la maternidad y la religión, para examinar los desafíos culturales y sociales a los que se enfrentan en su vida diaria.
Desde entonces, la serie ha abarcado muchos temas, como la educación, la sanidad, la igualdad salarial, la mutilación genital, la violencia doméstica, y los abusos sexuales. Además se busca proporcionar a las mujeres una plataforma para hablar de cómo mejorar el mundo y eliminar el sexismo. Las mujeres incluidas en la lista, que proceden de todo el mundo, están implicadas en diversos campos de innovación. Se incluyen tanto mujeres que ya son famosas, como personas menos conocidas.

## Laureadas

### 2013
El evento de 2013 fue una serie de la BBC de un mes de duración que tuvo lugar en octubre. Esta serie examinó la función de las mujeres en el siglo XXI y culminó con un acto celebrado en la sede de la BBC Broadcasting House (casa de la radiodifusión) en Londres, el 25 de octubre de 2013. En este evento, participó un centenar de mujeres de todo del mundo, todas ellas procedentes de distintos ámbitos de la vida y con diferentes experiencias vitales. La jornada contó con debates y discusiones en radio, televisión y en línea, en los que se pidió a las participantes que dieran su opinión sobre los problemas a los que se enfrentan las mujeres.

### 2014
La iniciativa 100 Mujeres de la BBC continuó los esfuerzos del primer año.

### 2015
La lista de las 100 Mujeres de la BBC en 2015 estuvo formada por muchos nombres internacionales notables, así como por mujeres poco conocidas, pero que representan a los problemas con los que las mujeres se enfrentan. Las mujeres de 2015, son originarias de 51 países y no fueron necesariamente aquellas a quienes tradicionalmente habrían sido vistas como ejemplos a seguir—una mujer que padece una depresión, una mujer que defiende para acceso igualitario a las instalaciones de baño, una mujer que anima otras mujeres a no maquillarse y una nómada.

### 2016
El 2016 tema fue Desafío. Parte del festival "100 Mujeres" tuvo lugar en Ciudad de México en ese mismo año. La lista 2016 fue publicada en orden alfabético.

### 2017
En 2017, las mujeres de la lista formaron parte del 100 Women Challenge, que abordó algunos de los mayores problemas a los que se enfrentan las mujeres en todo el mundo. Reunidas en cuatro equipos, las mujeres compartieron sus experiencias y pensaron formas innovadoras de abordar problemas como el techo de cristal (#Teamlead), el analfabetismo femenino (#Teamread), el acoso callejero (#Teamgo)o el sexismo en el deporte (#Teamplay).

### 2018
La lista de 2018 se anunció en noviembre de ese año e incluía a la 27ª primera ministra australiana Julia Gillard, Stacey Cunningham, que dirige la Bolsa de Nueva York, y Shaparak Shajarizadeh, que impugnó la ley iraní que exige que las mujeres lleven el hiyab.

### 2019
La lista fue publicada el 16 de octubre de 2019.

### 2020
La lista de 2020 fue descrita como "diferente" antes de que se anunciara el 24 de noviembre de 2020, pero fue publicada el día anterior. En esta edición, se establecieron cuatro categorías para las premiadas: conocimiento (32), liderazgo (29), creatividad (21) e identidad (17).

### 2021
La lista de 2021 se publicó el 7 de diciembre, con especial atención a Afganistán. La palabra clave del año se reajusta, abarcando a las mujeres que han contribuido a "desempeñar su papel para reinventar nuestra sociedad, nuestra cultura y nuestro mundo".

### 2022
La lista de 2022 se publicó el 6 de diciembre. Las mujeres incluidas este año fueron la ucraniana Olena Zelenska, Nana Darkoa Sekyiamah, la cantante Billie Eilish, Priyanka Chopra Jonas, Selma Blair, Lina Abu Akleh, Ala Pugachova, Elnaz Rekabi y Yulimar Rojas. La lista se subdividió en cuatro categorías: Política y educación, Cultura y deporte, Activismo e incidencia política, y Salud y ciencia.

### 2023
La lista 2023 se hizo pública el 21 de noviembre e incluía a 21 mujeres relacionadas con el cambio climático. Entre las galardonadas se encontraban la jugadora de críquet india Harmanpreet Kaur, la futbolista española Aitana Bonmatí, las abogadas Michelle Obama y Amal Clooney, la científica Timnit Gebru, Trần Gấm y Huda Kattan. La lista se subdividió en cuatro categorías: Cultura y educación, Entretenimiento y deportes, Política y sensibilización y Ciencia, salud y tecnología, con 28 de las galardonadas denominadas pioneras del clima (mostrados como filas verdes más abajo).

### 2024
El listado del año 2024 se publicó el 3 de diciembre. Entre los temas incluidos estuvo el impacto de la emergencia climática con protagonistas como la activista nigeriana Adenike Oladosu. También defensoras de los derechos humanos como la congoleña Annie Sinanduku Mwange, la brasileña Lourdes Barreto o la venezolana Katherine Martínez. Otros nombres destacados fueron los de la sobreviviente de violación y activista Gisèle Pelicot, la artista Tracey Emin o la Premio Nobel de la Paz Nadia Murad.

## Iniciativas por año
- 2013: «100 Women: Who Took Part?». 22 de noviembre de 2013.
- 2014: «Who are the 100 Women 2014?». 26 de octubre de 2014.
- 2015: «BBC 100 Women 2015: Who is on the list?». 17 de noviembre de 2015.
- 2016: «100 Women: Who is taking part?». 22 de octubre de 2013.

## Otras participantes
| Nombre         | Ocupación                                          |
| -------------- | -------------------------------------------------- |
| Sarah Walker   | Directora del English Collective of Prostitutes    |
| Cerrie Burnell | Presentadora de programas infantiles de televisión |
| Selma James    | Escritora y activista                              |